# 汪文煜
汪文煜，清朝人，是一名清朝政治人物。
汪文煜曾于1698年接替解铭任崇明县知县一职，1705年由曹锋嗣接任。